# Nuriye Ulviye Mevlan Civelek
Nuriye Ulviye Mevlan Civelek, född 1893, död 1964, var en turkisk feminist, kvinnorättsaktivist och journalist.   Hon grundade år 1913 Turkiets första kvinnorättsorganisation, Osmanlı Műdafaa-ı Hukûk-ı Nisvan Cemiyeti, och den feministiska tidningen Kadınlar Dűnyası, för vilken hon var redaktör. 